# Бадіс ібн Хабус
Бадіс ібн Хабус (араб. الناصر باديس بن حبوس; бл. 1002 — 1073) — 4-й емір Гранадської тайфи в 1038—1073 роках.

## Життєпис
Походив з династії Зірідів. Син Хабуса ібн Максана. Народився близько 1002 року. 1019 року його батько прийшов до влади в Гранадській тайфі. 1038 року після смерті останнього успадкував трон. Він залишив на посаді візира Шмуеля ха-Нагіда.
Вже того ж року стикнувся з загрозою з боку Зухайра, еміра Альмерії. 4 серпня 1038 року поблизу Альпуенте гранадське військо на чолі з братом еміра — Булуггіном — завдало рішучої поразки альмерійському еміру. 1039 року в союзі з емірами Малаги, Альмерії, Кармони у битві біля Есіхи завдав поразки Аббаду I, еміру Севільї.
Невдовзі після цього придушив спробу брата Булуггінна захопити трон. 1041 року придушив заколот стриєчного брата Ядара ібн Хубаса захопити владу. Бадіс побудував цитадель Гранади і палаци, оточені укріпленнями. Отримав прізвисько Насер («Захисник»).
У 1052—1054 роках вів війни проти Севільської та Рондської тайф. 1053 року відновив на троні Малаги еміра Ідріса II. 1055 року після смерті візира ха-Нагіда на цю посаду призначив сина останнього Єгосефа. 1057 року успішно діяв проти Севільної тайфи, скориставшись тамтешніми заворушеннями. 1058 року приєднав Малазьку тайфу до своїх волоіднь.
1064 року після смерті сина Булуггіна оголошує спадкоємцем трону онука Абдаллаха, віддаючи перевагу йому над іншим своїм сином Максаном та старшим онуком Тамімом. 1065 року придушив заворушення серед берберських шейхів. 1066 року наказав стратити великого візира Єгосефа ха-Нагіда, якого підозрював у зраді. Це в свою чергу перетворилося на різанину жидівського населення Гранади. Після чого призначив новим візиром мамлюка ан-Найю, який відсторонив від посад береберів-санхаджа, підтримавши шейхів племені бірзал.
У 2-й половині 1060-х років велися запеклі війни з Севільською тайфою, внаслідок чого вдалося зберегти владу над Малагою. Також було придушено заколот сина еміра Максана, який передав місто Хаєн севільцям. Максан втік до Толедської тайфи. Згодом внаслідок успішної війни проти Мурсійської тайфи вдалося захопити міста Баєс і Гуадікс.
Помер Бадіс ібн Хабус 1073 року. Його онуки Абдаллах і Тамім розділив володіння, отримавши відповідно тайфи Гранади і Малаги.